# Los Lobos (Film)
Los Lobos ist ein Filmdrama von Samuel Kishi Leopo, das im Oktober 2019 beim Busan International Film Festival seine Premiere feierte und im Februar 2020 im Rahmen der Internationalen Filmfestspiele Berlin vorgestellt und neben dem Großen Preis der Internationalen Jury der Sektion Generation Kplus auch mit dem Friedensfilmpreis ausgezeichnet wurde.

## Handlung
Die aus Mexiko stammende Lucía passiert mit ihren beiden Söhnen, dem 8-jährigen Max und dessen kleinem Bruder Leo, in Ciudad Juárez die US-Grenze. Albuquerque ist das Ziel ihrer Reise. Weil ihr das Appartement von Herrn und Frau Chang, das sie im Auge hatten, zu teuer erscheint, versucht sie mit ihren beiden Söhnen eine andere Wohnung zu finden. Weil die aber noch teurer sind oder sie sich das Bad mit anderen Mietern teilen müssten, nehmen sie das Angebot der Changs an. Lucía muss für die heruntergekommene, unmöblierte Einzimmerwohnung im Randbezirk der Stadt 500 Dollar im Monat zahlen. Erstmal machen die Drei ihre neue Bleibe richtig sauber.
Wichtig für sie ist, dass sie möglichst schnell Englisch lernen. Lucía spricht ihren Jungs Vokabeln auf Band, obwohl sie der Sprache selbst nicht mächtig ist. Sie stellt für Max und Leo strenge Regeln auf. Sie sollen die Wohnung sauber halten und nicht vor die Tür gehen, denn draußen lauern allerlei Gefahren. Max und Leo wissen nicht, warum ihr Vater, der als Polizist arbeitete, die Familie verlassen hat, und nun lastet all die Verantwortung für die Kinder allein auf Lucías Schultern.
Jeden Tag warten Max und Leo aufs Neue darauf, dass ihre Mutter nach Hause kommt, manchmal sehr lange, weil einige deren vielen Jobs oft sehr weit von ihrem neuen Zuhause entfernt sind. Die Jungs langweilen sich in der kargen Wohnung. Manchmal schaut ihre Vermieterin Frau Chang vorbei, bringt Essen, lässt sich von den Jungs beim Tragen der Einkaufstüten helfen und kocht für sie. Doch nicht alle sind so nett zu ihnen. Als die beiden Jungs von einer Gruppe Kinder unerwartet Besuch bekommen, die Max bei einem seiner heimlichen Ausflüge durch die neue Nachbarschaft kennengelernt hat, wollen sie ihrer Mutter erst nicht davon erzählen. Doch weil Lucía feststellen muss, dass die Keksdose und damit ihre ganzen Ersparnisse weg sind, beichten ihr die Kinder, was passiert ist. Kevin, den sie im Verdacht haben, leugnet jedoch, das Geld gestohlen zu haben.
Frau Chang zeigt den Jungs, welche Annehmlichkeiten ein Leben in den USA ihnen bietet. Sie weiht sie an Halloween in die Traditionen dieses Tages ein und zeigt ihnen, wie sie zu ganz vielen Süßigkeiten kommen, wenn sie nur von Tür zu Tür gehen und dabei die richtigen Wörter sprechen. Als am Halloween-Abend dann doch die verschwundene Dose mit dem Ersparten plötzlich wieder vor der Tür steht, nimmt Lucía ihre beiden Jungs und besucht mit ihnen einen Kiddieland Amusement Park. Zwar ist dies nicht das 12 Stunden entfernte Disneyland, das Max und Leo unbedingt sehen wollten, doch auch dort haben die Drei ihren Spaß.

## Produktion
„Der Ort an dem wir gedreht haben, wird „War Zone“ genannt. Es ist ein Viertel, in dem die Leute mit dem Arbeitslosenscheck Essen und Drogen kaufen, um sich dann zwei Wochen in ihren Häusern einzusperren. Wenn es Geld gibt, kommen sie wieder raus. Es ist ein Alltag mit vielen Drogen und viel Einsamkeit. […] Ich habe das Viertel als einen aggressiven, aber paradoxerweise auch herzlichen Ort kennengelernt. Das hat mir gefallen.“

Regie führte Samuel Kishi Leopo, der bei dem Film auf eigene Kindheitserfahrungen zurückgreift und insofern autobiografisch ist. Als Leopo fünf Jahre alt war, verließ seine Mutter seinen Vater und nahm ihn und seinen dreijährigen Bruder Kenji in die USA, dies mit dem falschen Versprechen, dass sie „nach Disney“ gehen würden. Sie überquerten die Grenze mit Touristenvisa, indem sie erklärten, sie wollten Disneyland besuchen. Seine Mutter hatte weder Arbeit noch Unterkunft und sprach auch kein Englisch. Ihre Besitztümer seien lediglich ein paar Kleidungsstücke zum Wechseln, ein paar Spielsachen und ein Fisher-Price-Audiorekorder gewesen, so der Regisseur. Ihre Mutter hatte sie in einer kleinen Wohnung eingesperrt, während sie zur Arbeit ging. Auf dem Rekorder hatte sie Geschichten, aber auch die „Hausordnung“ aufgenommen, die sie beachten mussten.

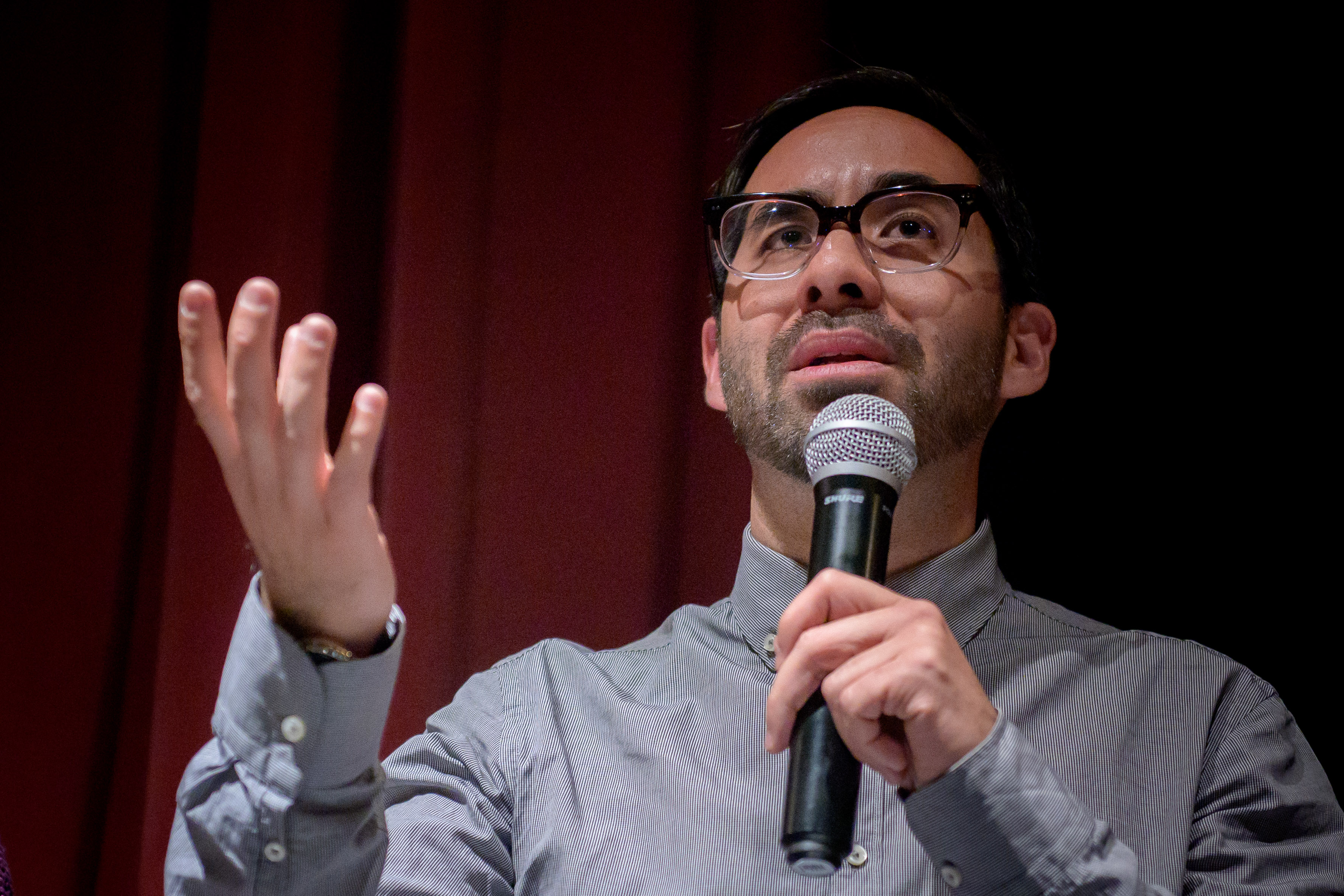
Regisseur Samuel Kishi Leopo

Er sei damals mit seiner Mutter nach Santa Ana in Kalifornien gekommen, so Leopo, doch als er dann für den Film dort recherchierte, musste er feststellen, dass sich der Ort sehr verändert hatte. Daher fanden die Dreharbeiten in der zweitgrößten mexikanischen Stadt Guadalajara und in Albuquerque statt. Beidseitig der Central Avenue in der mit rund 560.000 Einwohnern größten Stadt im US-Bundesstaat New Mexico erstreckt sich ein Viertel, das „War Zone“ genannt wird. Der Regisseur beschreibt diese „War Zone“ als ein Viertel, in dem die Leute mit dem Arbeitslosenscheck Essen und Drogen kaufen, um sich dann zwei Wochen in ihren Häusern einzusperren: „Wenn es Geld gibt, kommen sie wieder raus.“ Der dortige Alltag sei von Drogen und Einsamkeit geprägt. Die Straßen seien tagsüber meist menschenleer , wegen der Hitze, aber auch weil es wenig Zusammenleben gebe. Leopo erklärt, er habe das Viertel als einen aggressiven, aber paradoxerweise auch herzlichen Ort kennengelernt: „Das hat mir gefallen. Nicht alles ist Dunkelheit. Es gibt Licht. Davon wollte ich in diesem Film erzählen“. In Albuquerque hatte Leopo auch dieses Feeling gefunden, das ihn sehr an das Santa Ana der 1980er Jahre erinnerte.
Die beiden Kinderdarsteller in den Rollen von Max und Leo, Maximiliano und Leonardo Nájar Márquez, sind auch in Wirklichkeit Brüder. Sie beide stammen aus Tlajomulco de Zúñiga im mexikanischen Bundesstaat Jalisco und wurden aus rund 900 vorsprechenden Kindern ausgewählt. Martha Reyes Arias spielt ihre Mutter Lucía.
Der Regisseur arbeitete für seinen Film viel mit seinem Bruder Kenji Kishi Leopo zusammen, der Musiker ist und auch die Filmmusik zusammenstellte.
Die Premiere des Films erfolgte am 15. Oktober 2019 beim Busan International Film Festival. Ab 24. Februar 2020 wurde der Film im Rahmen der Internationalen Filmfestspiele Berlin in der Sektion Generation Kplus gezeigt. Dort hatte Leopo  2014 bereits seinen Film Somos Mari Pepa  vorgestellt. Für Los Lobos arbeitete der Regisseur mit vielen Beteiligten seines ersten Berlinale-Beitrags und auch der Filmkommission des Bundesstaates Jalisco zusammen. Vor der Coronavirus-Pandemie war geplant, den Film Ende April oder Mitte Mai 2020 in die mexikanischen Kinos zu bringen. Ende August 2020 wurde der Film beim Molodist International Film Festival, das in einer Hybridversion stattfand, im Kinder- und Jugendprogramm vorgestellt. Ende September 2020 wurde er beim Prague International Film Festival und beim Calgary International Film Festival gezeigt. Im Oktober 2021 wird Los Lobos beim Nuremberg International Human Rights Film Festival vorgestellt und läuft dort auch im Rahmen des Schulfilmprogramms. Im Herbst 2021 wird er im Rahmen der SchulKinoWochen gezeigt, unter anderem in Berlin.

## Auszeichnungen
Calgary International Film Festival 2020
- Lobende Erwähnung im internationalen Spielfilmwettbewerb (Samuel Kishi Leopo)[13]

Festival Internacional de Cine en Guadalajara 2020
- Auszeichnung als Beste Schauspielerin (Martha Reyes)
- Auszeichnung als Bester Film in der Sektion Made in Jalisco (Samuel Kishi Leopo)
- Auszeichnung mit dem FIPRESCI-Preis in der Sektion Premio Maguey
- Auszeichnung mit dem Sonderpreis der Jury im Iberoamerican Competition
- Auszeichnung mit dem Publikumspreis (Samuel Kishi Leopo)[14]

Goya 2022
- Nominierung als Bester ausländischer Film in spanischer Sprache (Samuel Kishi Leopo)[15]

Internationale Filmfestspiele Berlin 2020
- Auszeichnung mit dem Großen Preis der Internationalen Jury als Bester Film der Sektion Generation Kplus
- Auszeichnung mit dem Friedensfilmpreis (Samuel Kishi Leopo)
- Nominierung für den Amnesty-International-Filmpreis[16][17]

LuxFilmFest 2021
- Auszeichnung mit dem Publikumspreis (Samuel Kishi Leopo)
- Mention spéciale im Rahmen des Kritikerpreises (Samuel Kishi Leopo)[18]

Miami Film Festival 2020
- Auszeichnung als Bester Film im HBO Ibero-American Competition[19]

Platino Awards for Iberoamerican Cinema 2022
- Auszeichnung mit dem Award for Film and Education Values (Samuel Kishi)[20]

Prague International Film Festival – Febiofest 2020
- Nominierung für den Amnesty International Award for the Best Human Rights Film[21][22]

Premio Ariel 2021
- Auszeichnung für die Beste Musik (Kenji Kishi Leopo)
- Auszeichnung als Beste Nebendarstellerin (Cici Lau)
- Nominierung als Beste Schauspielerin (Martha Reyes Arias)
- Nominierung als Bester Nachwuchsschauspieler (Leonardo Nájar Márquez)
- Nominierung als Bester Film
- Nominierung für die Beste Regie (Samuel Kishi Leopo)
- Nominierung für die Beste Originaldrehbuch (Samuel Kishi Leopo, Sofía Gómez-Córdova und Luis Briones)
- Nominierung für den Besten Filmschnitt (Yordi Capó, Carlos Espinoza und Samuel Kishi Leopo)
- Nominierung für die Beste Kamera (Octavio Arauz)
- Nominierung für die Besten Kostüme (Nohemi Gonzalez)
- Nominierung in der Kategorie Art Direction (Hania Robledo)
- Nominierung für den Besten Sound[23][24]